# ハロメタン
ハロメタン (Halomethane) は、メタン (CH4) の水素原子を1つ以上ハロゲン原子に置換した化合物である。これらは通常共有結合性で、安定である。3つの水素原子をハロゲン原子に置換した化合物はトリハロメタンと呼ばれる。

## 環境問題
すべてのハロメタンは人間が作り出したものだと言われている。人間が人工物質を不用意に自然に放出すると、自然中の過程によってトリハロメタンが生成する。例として、有機物を含む水が次亜塩素酸によって消毒される際に発生する。この中の四塩化炭素は発癌性があると言われているため、現在次亜塩素酸のクロラミンへの代用が進んでいる。
ハロメタンは通常不活性であるが、いくつかは大気に放出されると上空で紫外線によって分解され、地球を保護しているオゾン層を破壊する。特に有害なものは、産業材料から段階的に廃止されていっている。

## 化学的性質
大部分のハロメタンは不活性であるが、いくつかは刺激性があり、高温下では有害な物質を発生する可能性がある。

## 用途
短い炭素鎖の炭化水素の水素原子をハロゲン原子に置換した化合物には、ハロメタン、ハロエタン、ハロプロパンなどが存在する。常温で結晶として存在するものもある。これらは冷却ガスや消火ガス、ポリテトラフルオロエチレンなどの丈夫なプラスチックの合成など、様々な用途がある。溶媒としても有用である。
フロン類は、主に冷却ガスとして使われるハロゲン化アルキルの俗称である。日本以外では「フレオン」とよく呼ばれるが、これはデュポン社の登録商標である。

## ハロメタンの一覧
- フッ素は最も安定なハロメタンを形成する。
  - フルオロメタン (Fluoromethane, CH3F) 半導体製造において使われる。別名フロン41。
  - ジフルオロメタン (Difluoromethane, CH2F2) オゾン破壊係数が0の冷却ガス。
  - トリフルオロメタン (Trifluoromethane, CHF3) 半導体製造、冷蔵庫で使われる。別名フロン23。
  - 四フッ化炭素 (Carbon tetrafluoride, CF4) 低沸点の冷却ガス。別名フロン14。

- 塩素
  - クロロメタン (Chloromethane, CH3Cl) 冷却ガスとして、また、シリコーンの製造時メチル化と塩素化の過程で中間生成物として存在する。別名フロン40。
  - ジクロロメタン (Dichloromethane, CH2Cl2) 産業用の溶媒やペンキの剥がし剤、部品の脱脂など、広く使われている。また、コーヒーのカフェインを除いたり、風味の抽出にも用いられる。
  - クロロホルム (Chloroform, CHCl3) 以前は麻酔薬として使われていたが、その毒性から使われなくなった。現在は産業用溶媒や、染料、農薬の製造に利用される。
  - 四塩化炭素 (Carbon tetrachloride, CCl4) 4つの塩素原子がそれぞれ炭素原子と結合している。低沸点の不燃性の液体であり、洗浄液や消火液に用いられるが、非常に有毒で発癌性があることが分かっている。

- 臭素
  - ブロモメタン (Bromomethane, CH3Br) 臭化メチルとも呼ばれ、以前は土の滅菌剤や燻製剤として使われたが、オゾン層の破壊効果が強いので、現在はあまり使われていない。
  - ジブロモメタン (Dibromomethane, CH2Br2) 臭化メチレンとも呼ばれ、有機合成において溶媒に使われる。
  - ブロモホルム (Bromoform, CHBr3) トリブロモメチレンとも呼ばれ、溶媒や反応遅行剤、重金属の分離の試薬としても使われる。

- ヨウ素
  - ヨードメタン (Iodomethane, CH3I) ヨウ化メチルとも呼ばれ、SN2 置換反応やメチル化剤の試薬として使われる。
  - ジヨードメタン (Diiodomethane, CH2I2) 溶媒や、ブロモホルムのような重金属の分離試薬として使われる。
  - ヨードホルム (Iodoform, CHI3) 以前防腐剤として使われた。
  - 四ヨウ化炭素 (Carbon tetraiodide, CI4) ヨウ素化剤として使われる。

- 複数のハロゲン原子が置換したハロメタン
  - クロロフルオロメタン (Chlorofluoromethane, CH2ClF) 冷却ガスで、別名フロン31。
  - ブロモフルオロメタン (Bromofluoromethane, CH2BrF) 有機合成において使われる。
  - ブロモクロロメタン (Bromochloromethane, CH2BrCl) 消火器に使われる。別名Halon-1011。
  - クロロジフルオロメタン (Chlorodifluoromethane, CHClF2) 別名フロン22。
  - ジクロロフルオロメタン (Dichlorofluoromethane, CHCl2F) 別名フロン21。
  - クロロトリフルオロメタン (Chlorotrifluoromethane, CClF3) 別名フロン13。
  - トリクロロフルオロメタン (Trichlorofluoromethane, CCl3F) 別名フロン11。
  - ジクロロジフルオロメタン (Dichlorodifluoromethane, CCl2F2) 別名フロン12。